# Паліївець Григорій Іванович
Григо́рій Іва́нович Паліїве́ць (* ? Кобеляки, — †1938)
Майстер українських народних інструментів. Відомий як конструктор бандури харківського типу. На замовлення Володимира Кабачка вперше виготовив 12 однакових бандур для Полтавської, також Ленінградської капели бандуристів. Інструменти серії 1931 р. вперше мали механіку для швидкого перестроювання, а також демпфер. Пізніше переїхав в Київ де виробляв бандури для Київської капели бандуристів. Репресований в 1938 р.
Інструменти Паліївця діатонічні на 31 струн.

## Бандури
Бандура Г. Паліївця знаходиться в музеї Театрального мистецтва в Печерській Лаврі.
157. Бандура, на якій грав Я. Кладовий. 1930 р. Майстер Палієвець. 7 басів, 24 приструнки; є рухомі поріжки для зміни тональності. Довж. 100. № 1665.